# بنجامين إتش براتون
بنجامين إتش براتون (بالإنجليزية: Benjamin H. Bratton)‏ هو عالم اجتماع ومصمم وأستاذ جامعي أمريكي، ولد في 1968 في لوس أنجلوس في الولايات المتحدة.

## وصلات خارجية
- الموقع الرسمي